# Colón (Putumayo)
Pour les articles homonymes, voir Colon.
Colón est une municipalité située dans le département de Putumayo en Colombie.